# USS Nitze (DDG-94)
USS Nitze (DDG-94) — 44-й эскадренный миноносец из серии запланированных к 13 сентября 2002 г. 62 эсминцев УРО типа «Арли Бёрк», строительство которых было одобрено Конгрессом США.